# Fran Lebowitz

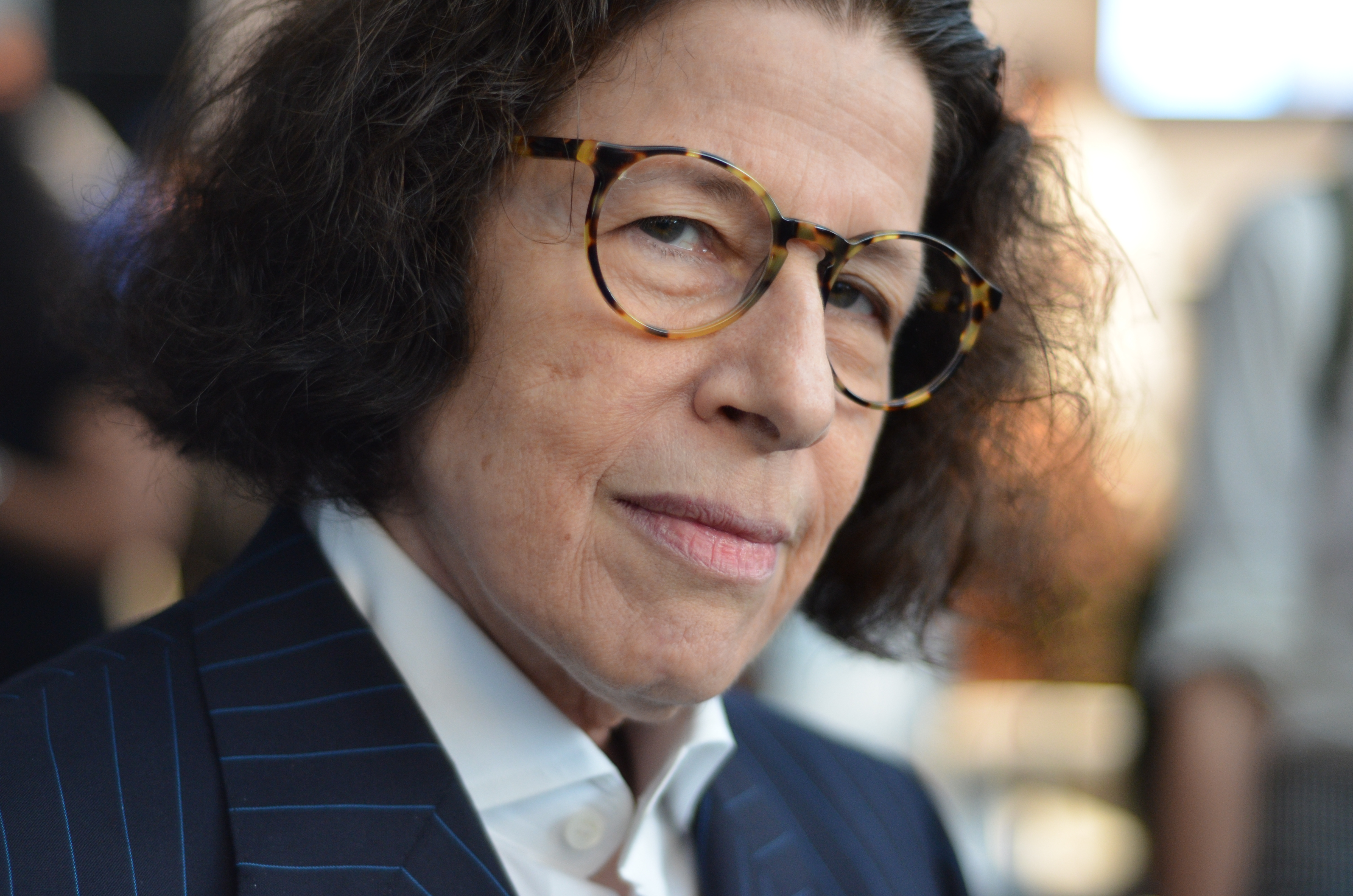
Fran Lebowitz (2011)

Frances Ann „Fran" Lebowitz (ur. 27 października 1950 w Morristown w stanie New Jersey) – amerykańska pisarka i publicystka, znana z sarkazmu, ciętych ripost, dowcipnych komentarzy na tematy społeczne i polityczne. Porównywana do Dorothy Parker.

## Życie i twórczość
Pochodzi z żydowskiej rodziny. Jej rodzice Ruth i Harold Lebowitz prowadzili sklep z meblami i warsztat tapicerski. Od wczesnego dzieciństwa bardzo dużo czytała, zaniedbując obowiązki szkolne. Uczęszczała do szkoły żydowskiej w Jewish Center w Morristown. Nie skończyła szkoły średniej, nie poszła na studia.
W latach siedemdziesiątych zamieszkała w Nowym Jorku. Wykonywała różne prace, sprzedawała na ulicy paski, sprzątała mieszkania, prowadziła taksówkę, by się utrzymać. Pisała też recenzje filmów i książek w małym piśmie o charakterze muzycznym Change (Zmiana). Jej los się odmienił, gdy w 1971 Andy Warhol zatrudnił ją jako felietonistkę w wydawanym przez siebie magazynie Interview (Wywiad). W 1978 opublikowała pierwszy zbiór dowcipnych esejów Metropolitan Life (Życie w metropolii), w 1981 zaczęła pisać felietony w miesięczniku Mademoiselle. Wtedy też opublikowała drugi zbiór esejów Social Studies (Nauka o społeczeństwie). W 1995 opublikowała Mr Chas & Lisa Sue Meet the Panda (Pan Chas i Lisa Sue spotykają pandę) – powieść dla dzieci o ogromnych pandach mieszkających w Nowym Jorku i marzących o przeprowadzeniu się do Paryża. 
W latach 2001–2007, zmagając się z blokadą pisarską,  grała rolę sędzi Janice Goldberg w serialach Prawo i Porządek i Prawo i porządek: Zbrodniczy Zamiar. W 2013 zagrała podobną rolę w filmie Martina Scorsese Wilk z Wall Street.
Jej znakiem rozpoznawczym jest męska koszula, szyty na miarę w Londynie męski garnitur i kowbojskie buty. W 2007 czasopismo Vanity Fair zaliczyło ją do najlepiej ubranych kobiet roku.
Udziela wielu wywiadów. W 2010 Martin Scorsese nakręcił o niej film dokumentalny Public Speaking (Wystąpienie publiczne), w którym Fran opowiada o znanych postaciach z życia artystycznego Nowego Jorku. Scorsese ponownie współpracował z publicystką podczas Pretend it's a city (Udawaj, że to miasto), który jest 7 odcinkowym serialem dokumentalnym (nakręcony dla platformy Netflix).
Posiada ogromny księgozbiór liczący około 10 tysięcy książek. Nie używa komputera ani telefonu komórkowego.
W 2021 roku po raz pierwszy ukazał się przekład twórczości Fran Lebowitz w zbiorze esejów o tytule „Nie w humorze” nakładem Wydawnictwa Znak.

## Publikacje
- Metropolitan Life, Dutton, 1978, ISBN 978-0-525-15562-1
- Social Studies, Random House,1981, ISBN 978-0-393-51245-7
- The Fran Lebowitz Reader, Vintage Books, 1994, ISBN 978-0-679-76180-8
- Mr Chas & Lisa Sue Meet the Panda, Knopf, 1994, ISBN 978-0-679-86052-5